# Friendly's
A Friendly's é uma cadeia de restaurantes da Costa Leste dos Estados Unidos. O primeiro local, que vendia casquinhas de sorvete, foi em Springfield, Massachusetts, inaugurado em 1935, há 89 anos. Foi fundada pelos irmãos S. Prestley Blake e Curtis Blake. A empresa tem 10.000 funcionários. Oferece culinária no estilo diner e destaca seus 22 sabores de sorvete. Muitos locais oferecem uma janela para retirada somente de sorvete, além da opção de serviço de mesa. Os restaurantes da Friendly's estão localizados em Massachusetts, Connecticut, Flórida, Delaware, Maryland, Nova Jérsia, Nova Iorque, Pensilvânia e Carolina do Sul. Seu sorvete também é vendido em alguns supermercados da Costa Leste.

## História
A Friendly foi fundada por dois irmãos em Springfield, Massachusetts, durante a Grande Depressão. Em 1935, os irmãos abriram uma pequena sorveteria e venderam sorvete por cinco centavos. Os irmãos chamaram sua loja de “Friendly” para transmitir uma atmosfera acolhedora. Em 1940, uma segunda filial da Friendly foi aberta em West Springfield, mas com a adição de comida ao cardápio de sorvete existente. Em 1951, foram abertos mais dez restaurantes Friendly, principalmente nos estados de Massachusetts e Connecticut. As expansões da empresa fizeram com que a sede fosse transferida de Springfield para Wilbraham. A empresa cresceu rapidamente e, em 1974, tinha aproximadamente 500 restaurantes na Costa do Atlântico e no nordeste dos Estados Unidos.
A Friendly acabou sendo vendida para a Hershey's em 1979 e se tornou uma subsidiária. Depois de algum tempo, no entanto, a Hershey vendeu a Friendly para Donald N. Smith. Um ano depois, em 1989, Smith mudou o nome do restaurante, acrescentando um s ao nome. Assim nasceu o nome “Friendly's”.
Em 2007, o Friendly's foi comprado pela empresa de investimentos privados Sun Capital Partners Inc. por US$ 337 milhões. Ned R. Lidvall é o CEO da empresa desde 2008.
Em dezembro de 2008, Ned R. Lidvall foi nomeado presidente e CEO.
Em 5 de agosto de 2009, o primeiro Friendly's Express foi inaugurado em Mansfield, Massachusetts, com três inaugurações em 2010: 28 de abril em Coolidge Corner em Brookline, 7 de julho em Wareham e 28 de setembro em Methuen.
Em 10 de fevereiro de 2012, Harsha V. Agadi deixou o cargo de CEO. Agadi investiu seu próprio dinheiro na empresa e permanece no conselho de administração.
Em 12 de abril de 2012, a Friendly's anunciou que John M. Maguire havia sido nomeado CEO da empresa.
Em 25 de novembro de 2014, foi anunciado que todas as 14 unidades da Friendly's em Ohio seriam fechadas.
Em 20 de junho de 2016, a Dean Foods anunciou a aquisição da Friendly's Ice Cream por US$ 155 milhões. Isso não alterou a propriedade dos restaurantes, já que a Sun Capital Partners continua a administrar as unidades existentes atualmente.
No início de 2018, a Friendly's abriu um novo “protótipo” de restaurante no Apex Center em Marlborough, Massachusetts, para testar a entrega, o serviço de bufê, os pedidos on-line e um cardápio revisado.
A Friendly's fechou abruptamente a maioria de suas unidades no norte do estado de Nova Iorque em 7 de abril de 2019. Várias unidades na Nova Inglaterra também estavam entre os fechamentos.
O cofundador Curtis Blake morreu em 24 de maio de 2019, aos 102 anos de idade.
Em 19 de agosto de 2019, a Friendly's fechou sua unidade em North Providence, a última em Rhode Island.
No início de outubro de 2019, o último restaurante remanescente na Virgínia fechou.
O cofundador S. Prestley Blake faleceu em 11 de fevereiro de 2021, aos 106 anos de idade.

### Falência
Em 29 de setembro de 2011, a Reuters afirmou que a Friendly's havia entrado com um pedido de concordata no Capítulo 11. Isso foi confirmado pela Sun Capital Partners Inc. 63 lojas foram imediatamente fechadas e 1260 funcionários foram demitidos devido à recessão econômica do país, juntamente com custos e aluguéis mais altos, de acordo com a administração.
Em 21 de dezembro, a Friendly Ice Cream Corp cancelou o leilão depois de não receber ofertas para competir com a oferta de US$ 75 milhões feita por uma afiliada de seu proprietário, a Sun Capital Partners Inc.. A Sun Capital pagou cerca de US$ 75 milhões e manteve a propriedade por meio de sua afiliada. Em 9 de janeiro de 2012, a Friendly's anunciou que sairia da proteção contra falência, mas fecharia mais 37 locais.
Em 12 de novembro de 2019, a divisão de mercearia da Friendly's, entre todos os outros associados de sua empresa controladora, a Dean Foods, entrou com pedido de proteção contra falência, Capítulo 11.
Em 1º de novembro de 2020, a Friendly's anunciou que entraria com pedido de concordata mais uma vez e venderia “substancialmente todos os seus ativos” para a Amici Partners - uma afiliada da Brix Holdings - por US$ 2 milhões, citando o impacto da pandemia de COVID-19 nos Estados Unidos. A empresa declarou que “quase todos” os seus locais permaneceriam abertos, embora alguns fechamentos (incluindo um local próximo ao Mystic Aquarium em Mystic, Connecticut) tenham sido anunciados.

### Aquisição pelo Amici Partners Group
Em 19 de janeiro de 2021, foi anunciado que a Friendly's foi adquirida pelo Amici Partners Group, LLC, um grupo formado por investidores e operadores de restaurantes experientes com experiência em franquias de restaurantes nacionais e internacionais. A Amici adquiriu 130 restaurantes de propriedade de empresas e franquias, com planos de manter todos os locais abertos.

## Cardápio
A Friendly's é conhecida por seus produtos de sorvete. O restaurante oferece uma variedade de sundaes, milkshakes e sorvetes soft serve. Além desses produtos de sorvete, a rede também oferece café da manhã, almoço e jantar.
Além de seus restaurantes, a empresa também produz e vende sorvetes para mais de 4.000 supermercados nos Estados Unidos.